# Let's Call the Whole Thing Off
Let's Call the Whole Thing Off est une chanson écrite par Ira Gershwin et composée par George Gershwin pour le film L'Entreprenant Monsieur Petrov (Shall We Dance), sorti en 1937.
Dans le film Fred Astaire et Ginger Rogers chantent cette chanson en patinant/dansant sur des patins à roulettes dans le Central Park à New York,,,,,,,,,,,,,,,.
La chanson est surtout connue pour les paroles « You like to-may-toes /təˈmeɪtoʊz/ and I like to-mah-toes /təˈmɑːtoʊz/ » et d'autres phrases comparant leurs différents dialectes régionaux.
La chanson connaît une adaptation française, sous le titre C’est ça le vrai bonheur, interprété par Joséphine Baker.

## Récompenses
La chanson (dans la version originale du film L'Entreprenant Monsieur Petrov sorti en 1937) fut classée 34e dans la liste des « 100 plus grandes chansons du cinéma américain » selon l'American Film Institute (AFI).